# Dadzboga
Dadzboga – staropolskie imię żeńskie, złożone z członu Dadz ("daj") i -boga ("Bóg", ale pierwotnie "los, dola, szczęście"). Prawdopodobnie oznaczało wezwanie do losu: "daj, losie [późn. daj Bóg]".
Dadzboga imieniny obchodzi 29 września.
Męski odpowiednik: Dadzbog.